# Bradysia bishopi
Bradysia bishopi är en tvåvingeart som beskrevs av Wallace A. Steffan 1973. Bradysia bishopi ingår i släktet Bradysia och familjen sorgmyggor. Inga underarter finns listade i Catalogue of Life.